# Dane DeHaan
Dane William DeHaan (Allentown, 6 febbraio 1986) è un attore statunitense.

## Biografia
Nato nel 1986 ad Allentown, in Pennsylvania, inizia la sua carriera da attore già da adolescente, prendendo parte a diversi documentari e cortometraggi. Dopo essersi diplomato alla North Carolina School of Arts, si trasferisce a New York, dove entra a far parte del Broadway theatre, sostituendo Haley Joel Osment nella piéce teatrale American Buffalo, di David Mamet. Successivamente vince un Obie Award per la sua interpretazione nell'off-Broadway The Aliens, di Annie Baker.
Esordisce in televisione recitando in un episodio della serie televisiva Law & Order - Unità vittime speciali. In seguito prende parte a due film televisivi tratti dai romanzi di Patricia Cornwell. Nel 2010 lavora alla terza stagione di In Treatment, dove interpreta il ruolo del ragazzo omosessuale Jesse D'Amato. Nello stesso anno esordisce al cinema recitando nel film di John Sayles Amigo.
Nel 2011 partecipa ad alcuni episodi della quarta stagione della serie televisiva True Blood, nel ruolo di Timbo. Nel 2012 è protagonista del film fantascientifico Chronicle, oltre a far parte del cast dei film drammatici Lawless e Come un tuono. Inoltre recita sempre nelle pellicole drammatiche Giovani ribelli - Kill Your Darlings e nel documentario musicale Metallica 3D Through the Never, nei panni del roadie Trip.
DeHaan ottiene la parte di Harry Osborn/Green Goblin nel film The Amazing Spider-Man 2 - Il potere di Electro. Per prepararsi al ruolo, l'attore ha dovuto incrementare notevolmente la propria massa muscolare. Nel 2013 è inoltre stato fotografato da Annie Leibovitz per la campagna primaverile maschile 2014 di Prada. Sempre nel 2014 recita nella commedia zombie Life After Beth - L'amore ad ogni costo. Nel 2015 esce nelle sale il film Life, nel quale interpreta James Dean insieme a Robert Pattinson. Nel 2016 prende parte alla pellicola drammatica/indipendente Two Lovers and a Bear, dove viene affiancato da Tatiana Maslany nel ruolo di co-protagonista. Presta poi la voce al protagonista maschile nel film d'animazione Ballerina e incomincia le riprese del nuovo film thriller/drammatico di Gore Verbinski La cura dal benessere, in cui interpreta il protagonista. Sempre nel 2017 è protagonista nel film fantascientifico Valerian e la città dei mille pianeti e nel dramma in costume La ragazza dei tulipani, in cui recita al fianco di Alicia Vikander.

## Vita privata
Dal 2012 è sposato con l'attrice Anna Wood, conosciuta nel 2006 e con la quale ha avuto due figli: Bowie Rose (nata nel 2017) e Bert Apollo (nato nel 2020).

## Filmografia

### Cinema
- Amigo, regia di John Sayles (2010)
- Chronicle, regia di Josh Trank (2012)
- Lawless, regia di John Hillcoat (2012)
- Lincoln, regia di Steven Spielberg (2012)
- Come un tuono (The Place Beyond the Pines), regia di Derek Cianfrance (2012)
- Jack and Diane, regia di Bradley Rust Gray (2012)
- Giovani ribelli - Kill Your Darlings (Kill Your Darlings), regia di John Krokidas (2013)
- Metallica 3D Through the Never, regia di Nimród Antal (2013)
- Devil's Knot - Fino a prova contraria (Devil's Knot), regia di Atom Egoyan (2013)
- The Amazing Spider-Man 2 - Il potere di Electro (The Amazing Spider-Man 2), regia di Marc Webb (2014)
- Life After Beth - L'amore ad ogni costo (Life After Beth), regia di Jeff Baena (2014)
- Life, regia di Anton Corbijn (2015)
- Knight of Cups, regia di Terrence Malick (2015)
- Two Lovers and a Bear, regia di Kim Nguyen (2016)
- Ballerina, regia di Eric Summer e Éric Warin (2016) – voce
- La cura dal benessere (A Cure for Wellness), regia di Gore Verbinski (2016)
- La ragazza dei tulipani (Tulip Fever), regia di Justin Chadwick (2017)
- Valerian e la città dei mille pianeti (Valerian and the City of a Thousand Planets), regia di Luc Besson (2017)
- The Kid, regia di Vincent D'Onofrio (2019)
- Oppenheimer, regia di Christopher Nolan (2023)
- Dumb Money, regia di Craig Gillespie (2023)

### Televisione
- Law & Order - Unità vittime speciali (Law & Order: Special Victims Unit) – serie TV, 1 episodio (2008)
- Patricia Cornwell - Al buio (The Front) regia di Tom McLoughlin – film TV (2010)
- Patricia Cornwell - A rischio (At Risk) regia di Tom McLoughlin – film TV (2010)
- In Treatment – serie TV, 7 episodi (2010)
- True Blood – serie TV, 3 episodi (2011)
- ZeroZeroZero – miniserie TV, 8 puntate (2020)
- The Stranger – miniserie TV, 8 puntate (2020)
- La storia di Lisey (Lisey’s Story), regia di Pablo Larraín - miniserie TV, 8 episodi (2021)
- The Staircase - Una morte sospetta (The Staircase) – miniserie TV, 8 puntate (2022)
- American Primeval - miniserie TV, 6 puntate (2025)

### Videoclip
- I Bet My Life degli Imagine Dragons (2014)

## Doppiatori italiani
Nelle versioni in italiano delle opere in cui ha recitato, Dane DeHaan è stato doppiato da:
- Flavio Aquilone in Chronicle, Lawless, Giovani ribelli - Kill Your Darlings, Devil's Knot - Fino a prova contraria, The Amazing Spider-Man 2 - Il potere di Electro, Life After Beth - L'amore ad ogni costo, Life, La cura dal benessere, Oppenheimer, American Primeval
- Davide Perino in La ragazza dei tulipani, Valerian e la città dei mille pianeti, The Kid
- Emiliano Coltorti in ZeroZeroZero, La storia di Lisey
- Sacha De Toni in Patricia Cornwell - Al buio, Patricia Cornwell - A rischio
- Alessio Puccio in In Treatment
- Manuel Meli in Lincoln
- Daniele Raffaeli in Come un tuono
- Stefano Broccoletti in The Staircase - Una morte sospetta
- Emanuele Ruzza in Dumb Money

Da doppiatore è sostituito da:
- Alex Polidori in Ballerina

## Riconoscimenti
- BAFTA Award – Candidatura per il migliore attore emergente per Giovani ribelli - Kill Your Darlings (2013)
- Gotham Awards – Candidatura per il miglior attore emergente per Giovani ribelli – Kill Your Darlings (2013)
- Golden Schmoes Awards – Premio per la miglior performance per Chronicle (2012)
- Young Hollywood Awards – Candidatura per The Amazing Spider-Man 2 - Il potere di Electro (2014)
- International Online Cinema Awards – Candidatura per il miglior attore di supporto per Come un tuono (2014)
- Gay and Lesbian Entertainment Critics Association – Candidatura per il miglior attore emergente (2014)
- Obie Award – Premio per la miglior prova per The Aliens (2010)